# Heinz Fassmann
Heinz Faßmann (Düsseldorf, 1955. augusztus 13. –) osztrák geográfus és politikus, 2022-től az Osztrák Tudományos Akadémia elnöke.

## Életpályája
Bécsben nőtt fel.
1974 és 190 között földrajztudományt tanult a Bécsi Egyetemen. 1981 és 1992 között az Osztrák Tudományos Akadémián (ÖAW) dolgozott.
Egyetemi tanár volt Münchenben és Bécsben.
1994-ben osztrák állampolgár lett.
2017 és 2021 között kétszer Ausztria oktatásügyi, tudományügyi és kutatásügyi  minisztere volt.